# Джами махале (Недерли)
Джами махале (на гръцки: Τζαμί Μαχαλέ) е бивше село в Гърция, разположено на територията на дем Места (Нестос), административна област Източна Македония и Тракия.

## География
Джами махале е било разположено в планината Урвил, на 1 km южно от Дисвато (Недерли).

## История
В XIX век Джами махале е турско село в Саръшабанската каза на Османската империя. Селото се разпада през Балканските войни (1912 – 1913).